# Redby
Redby és una concentració de població designada pel cens dels Estats Units a l'estat de Minnesota. Segons el cens del 2000 tenia 957 habitants.

## Demografia
Segons el cens del 2000, Redby tenia 957 habitants, 244 habitatges, i 203 famílies. La densitat de població era de 31,7 habitants per km².
Dels 244 habitatges en un 54,5% hi vivien nens de menys de 18 anys, en un 30,7% hi vivien parelles casades, en un 38,1% dones solteres, i en un 16,4% no eren unitats familiars. En el 13,5% dels habitatges hi vivien persones soles el 3,7% de les quals corresponia a persones de 65 anys o més que vivien soles. El nombre mitjà de persones vivint en cada habitatge era de 3,81 i el nombre mitjà de persones que vivien en cada família era de 4,03.
Per edats la població es repartia de la següent manera: un 45,6% tenia menys de 18 anys, un 9,6% entre 18 i 24, un 25,7% entre 25 i 44, un 13,4% de 45 a 60 i un 5,7% 65 anys o més.
L'edat mediana era de 21 anys. Per cada 100 dones de 18 o més anys hi havia 86,7 homes.
La renda mediana per habitatge era de 30.000 $ i la renda mediana per família de 30.588 $. Els homes tenien una renda mediana de 25.642 $ mentre que les dones 26.500 $. La renda per capita de la població era de 9.886 $. Entorn del 33,5% de les famílies i el 36,9% de la població estaven per davall del llindar de pobresa.

## Poblacions properes
El següent diagrama mostra les poblacions més properes.